# Municipio de Saline (Dakota del Norte)
El municipio de Saline (en inglés: Saline Township) es un municipio ubicado en el condado de McHenry en el estado estadounidense de Dakota del Norte. En el año 2010 tenía una población de 24 habitantes y una densidad poblacional de 0,26 personas por km².

## Geografía
El municipio de Saline se encuentra ubicado en las coordenadas 48°25′20″N 100°52′29″O / 48.42222, -100.87472. Según la Oficina del Censo de los Estados Unidos, el municipio tiene una superficie total de 93.93 km², de la cual 93,63 km² corresponden a tierra firme y (0,31 %) 0,29 km² es agua.

## Demografía
Según el censo de 2010, había 24 personas residiendo en el municipio de Saline. La densidad de población era de 0,26 hab./km². De los 24 habitantes, el municipio de Saline estaba compuesto por el 100 % blancos. Del total de la población el 0 % eran hispanos o latinos de cualquier raza.